# Lacey Nymeyer
Lacey Pearl Nymeyer (Tucson, 29 ottobre 1985) è una nuotatrice statunitense.

## Palmarès
- Olimpiadi

Pechino 2008: argento nella 4x100m sl.
- Mondiali

Montreal 2005: argento nella 4x100m misti e bronzo nella 4x100m sl.
Melbourne 2007: oro nella 4x200m sl, argento nella 4x100m sl e nella 4x100m misti.
Roma 2009: argento nella 4x200m sl.
- Giochi PanPacifici

Victoria 2006: oro nella 4x100m sl e nella 4x200m sl.